# Dana Olsen
Dana Olsen is een Amerikaanse acteur, producer en scenarioschrijver. Zijn geschreven werken zijn onder andere George of the Jungle, The 'Burbs en Inspector Gadget. Op dit moment woont hij in Wilmette. Momenteel werkt hij aan zijn serie Henry Danger met Dan Schneider.

## Als schrijver
- Inspector Gadget (1999)
- Sammy the Screenplay (1997)
- George of the Jungle (1997)
- Memoirs of an Invisible Man (1992)
- The 'Burbs (1989)
- Going Berserk (1983)
- Wacko (1983)
- It Came from Hollywood (1982)
- Joanie Loves Chachi ("Fonzie's Visit" 1 aflevering, 1982)

## Als acteur
- Rat Race (2001) ... Vader, op het einde van de film
- Sammy the Screenplay (1997) ... Sir Executive
- Seinfeld .... Blinde man in een fitnesscentrum (1 aflevering, 1993)
- The 'Burbs (1989) .... Agent
- Making the Grade (1984) .... Palmer Woodrow
- Splash (1984) .... Zeurende man buiten de markt

## Als producer
- Henry Danger (2014)
- The 'Burbs (1989)